# Eupithecia mediopallens
Eupithecia mediopallens là một loài bướm đêm trong họ Geometridae.